# Angelika Szymańska
Angelika Szymańska (ur. 16 października 1999) – polska judoczka, wicemistrzyni świata z 2024r.
Zawodniczka Klubu Sportowego Judo Szczepańska Team Włocławek (od 2023 r.). W latach  (2007-2022) reprezentowała klub MKS Olimpijczyk Włocławek. Złota medalistka pucharu świata seniorek (Cluj 2019). Wicemistrzyni Europy juniorek 2018. Dwukrotna medalistka mistrzostw Polski seniorek w kategorii do 63 kg: srebrna w 2017 i brązowa w 2018. Ponadto m.in. dwukrotna młodzieżowa mistrzyni Polski (2018, 2019) oraz mistrzyni Polski juniorek 2017.